# Linum
Linum es un género de angiospermas de la familia Linaceae; incluye alrededor de medio millar de especies descritas de las cuales solo unas 140 están aceptadas. Son nativas de regiones templadas del Hemisferio Norte. Entre otras especies, incluye al Linum usitatissimum, utilizado para producir la fibra de lino y el aceite de linaza.

## Descripción
Las flores son azul claro o blancas (amarillas en alguna especie) y tienen una media de 6 a 10 semillas por cápsula.
Su fibra se utiliza para la elaboración de textiles y sus semillas para producir aceite.

## Ecología
Las especies de Linum sirven de alimento a ciertas larvas de lepidópteros como Mamestra brassicae, Discestra trifolii, Xestia c-nigrum y Coleophora benedictella, que come exclusivamente Linum narbonense.

## Taxonomía
El género fue descrito por Carlos Linneo y publicado en Species Plantarum 1: 277. 1753. La especie tipo es: Linum usitatissimum L
Etimología
Linum: nombre genérico que deriva de la palabra griega: "linum" = "lino" utilizado por Teofrasto.